# بوروت أوره
بوروت أوره (بالسلوفينية: Borut Urh)‏ مواليد 28 يوليو 1974 في ليوبليانا، سلوفينيا، هو لاعب كرة مضرب سلوفيني سابق بدأ مسيرته كمحترف سنة 1993 وكان يلعب باليد اليمنى، اعتزل اللعب في 2000. أعلى تصنيف له في الفردي كان المركز الـ 281 في سنة 1999. أعلى تصنيف له في الزوجي كان المركز الـ 160 في سنة 1997.

## نهائيات الزوجي
| الرقم | التاريخ | الدورة             | السطح  | الشريك        | الخصم في النهائي             | النقاط      |
| 1.    | 1997    | بلزن، التشيك       | ترابية | بيتر بالا     | راديك ستيبانيك رادومير فاسيك | 2–4, انسحاب |
| 2.    | 1998    | نتينجسدورف، النمسا | ترابية | توماس بيرديتش | توماش سيبوليك ليوس فريدل     | 6–1, 6–4    |

## روابط خارجية
- بوروت أوره على موقع رابطة محترفي التنس (الإنجليزية)
- بوروت أوره على موقع الاتحاد الدولي لكرة المضرب (الإنجليزية)
- بوروت أوره على موقع كأس ديفيز (الإنجليزية)
- بوروت أوره على موقع خلاصة التنس.كوم (الإنجليزية)